# Гашимов, Заур Тахир оглы
Зау́р Тахи́р оглы́ Гаши́мов (азерб. Zaur Tahir oğlu Həşimov; 24 января 1981, Сумгаит) — азербайджанский футболист, защитник; тренер. Выступал за сборную Азербайджана.

## Биография
В футбол начал играть в возрасте 7 лет в детской футбольной школе Сумгаита. Первые тренеры — Тофиг Рзаев и Агамуса Багиров.
Выступал за клубы азербайджанской премьер-лиги — «U-18», «Шафа» (Баку), «Хазар Университети» (Баку) (в дальнейшем переименованную в «Интер»).
Сезон 2007/08 начинал в составе клуба «МКТ-Араз» (Имишли). Выступал за клуб в обеих играх на Кубок УЕФА против польского «Гроцлина», по итогам которых имишлийская команда выбыла из турнира. После этой неудачи президент клуба расформировал команду, а Гашимов перешёл в «Хазар-Ленкорань».
С зимнего межсезонья 2007/08 годов — игрок футбольного клуба «Карабах» (Агдам), выступал под № 4.

## Сборная Азербайджана
Дебют в составе национальной сборной состоялся 28 ноября 1998 года в Гяндже, во время товарищеского матча со сборной Эстонии, в котором сборная Азербайджана одержала победу со счётом 2:1.
Защищал также цвета молодёжной (U-21) и юношеских (U-19 и U-17) сборных Азербайджана.

## Достижения
- Обладатель Кубка Азербайджана: 2000/01 (в составе «Шафы»), 2008/09 (в составе «Карабаха»).